# ハッピー・ハーストン
ハロルド・"ハッピー"・ハーストン (Harold "Happy" Hairston, 1942年5月31日 - 2001年5月1日) はアメリカ合衆国のプロバスケットボールリーグNBAで活躍した元バスケットボール選手。ノースカロライナ州ウィンストン・セーラム出身。ロサンゼルス・レイカーズ時代には主力選手の一人として1971-72シーズンの伝説的な33連勝、NBAファイナル制覇に貢献した。

## 経歴
アトキンス高校でバスケットボールとフットボール、陸上競技で州のオールチームに選ばれたハーストンは、ニューヨーク大学に進学。ニューヨーク大での3シーズンのプレイで平均21.0得点、通算1,346得点、フィールドゴール成功率51.8%を記録。後にニューヨーク大学体育殿堂入りした。

### NBAキャリア
1964年のNBAドラフトで4巡目全体33位指名でシンシナティ・ロイヤルズに入団。NBAでは2年目から頭角を現し、以後得点とリバウンドで毎シーズン安定した成績を残した。1967-68シーズンにはデトロイト・ピストンズに移籍し、翌1968-69シーズンには初の平均ダブルダブルとなる18.1得点11.8リバウンドまで成績を伸ばす。以後、ハーストンは引退する1974-75シーズンまで7シーズン連続で平均ダブルダブルを達成した。
1969-70シーズン、ウィルト・チェンバレンとエルジン・ベイラーの欠場により苦戦を強いられていたロサンゼルス・レイカーズは、インサイドを補強するためにシーズン中にハーストンを獲得。ハーストンはチームの期待に応え、レイカーズ移籍後は20.6得点12.5リバウンドを記録。翌1970-71シーズンにはキャリアハイとなる平均18.6得点をあげた。
1971-72シーズン、レイカーズのヘッドコーチにビル・シャーマンが就任。シャーマンはハーストンによりリバウンドに専念させることでチェンバレンの負担を軽くさようとした。これによりハーストンの得点は大幅に後退したが、一方リバウンド数は伸び、このシーズンは13.1得点13.1リバウンドを記録。チェンバレンはシーズン通算1,572リバウンド、ハーストンは1,045リバウンドをあげており、同じチームで2人の選手がシーズン通算1,000リバウンド以上をあげた史上唯一の例となった。そしてレイカーズはアメリカプロスポーツ史上最長記録となる33連勝を達成し、プレーオフを勝ち抜いて優勝を果たした。
1973年にはチェンバレンが引退。インサイドの要となったハーストンは、1973-74シーズンから2シーズン連続リバウンドとフィールドゴール成功率でチーム1位となり、また1974年11月15日のフィラデルフィア・76ers戦では1Qだけで13のディフェンシブリバウンドをあげ、これはNBAの新記録となった。
ハーストンは1974-75シーズンを最後に現役から引退。NBA通算成績は11シーズン776試合の出場で、11,505得点8,019リバウンド、平均14.8得点10.3リバウンドだった。

## 引退後・俳優活動
引退後は俳優としても活動した。
主な出演作
- ブライアンズ・ソング／Brian's Song　（1971年）
- 刑事コロンボ・アリバイのダイヤル／Columbo: The Most Crucial Game　（1972年）
- エアポート'80／The Concorde ... Airport '79　（1979年）
- ザ・ペーパー／The Paper　（1994年）

またゴルフ場を経営する傍ら慈善事業にも力をいれ、「ハッピー・ハーストン・ユース財団」を設立した。
2001年に前立腺癌の合併症により、58歳で亡くなった。